# Brokersko-dilerska društva
Berzanski posrednici se dele u dve grupe i to na: 
1. brokere
2. dilere

S obzirom da većina berzanskih posrednika vrši istovremeno obe vrste poslova (brokerske i dilerske) najčešće se nazivaju brokersko-dilerska društva.
Usluge koje brokersko-dilerska društva nude, ostalim učesnicima na berzi su:
1. pružanje usluga kupovine i prodaje svih finansijskih instrumenata na svim finansijskim tržištima
2. pružanje mogućnosti kreditiranja
3. čuvanje HOV u sefovima
4. pružanje konsultantskih i drugih usluga